# فالکون لیک استیتس (تگزاس)
فالکون لیک استیتس (به انگلیسی: Falcon Lake Estates) یک منطقهٔ مسکونی در ایالات متحده آمریکا است که در شهرستان زاپاتا، تگزاس واقع شده‌است. فالکون لیک استیتس ۱٬۰۳۶ نفر جمعیت دارد و ۱۰۸ متر بالاتر از سطح دریا واقع شده‌است.